# Dr Sleep
DR SLEEP је роман америчког књижевника Стивена Кинга из 2013. године. Роман је наставак романа Исијавање. 
Кинг је награђен Bram Stoker Award for Novel наградом за ово дело.

## Радња романа
Након догађаја у Исијавању, након што је добио нагодбу од власника хотела Оверлук, Дени Торенс остаје психички трауматизован док се његова мајка Венди полако опоравља од повреда. Њих двоје сада живе на Флориди. Љути духови из Оверлука, укључујући госпођу Мејси, жену из собе 217, и даље желе да пронађу Денија и на крају потроше његову феноменалну моћ "сјаја". Дик Халоран, бивши кувар Оверлука, учи Денија да креира менталне кутије за закључавање које ће задржати духове, укључујући и ону бившег власника Оверлука, Хораса Дервента.
Као одрасла особа, Дени (сада га зове Ден) преузима очево наслеђе беса и алкохолизма. Ден проводи године лутајући по Сједињеним Државама, али на крају стиже до Њу Хемпшира и одлучује да престане да пије. Настанио се у малом граду Фрејзеру на основу психичког предосећаја, радећи прво за општинско одељење Фрејзера, а затим у локалном хоспицију, и посећујући састанке анонимних алкохоличара. Његове психичке способности, дуго потискиване његовим пићем, поново се појављују и омогућавају му да пружи утеху пацијентима на самрти. Уз помоћ мачке „Ази“, која може да осети када ће неко да умре, Ден добија надимак „Доктор Спавање“.
У међувремену, Абра Стоун, девојчица рођена 2001. године, почиње да испољава сопствене психичке моћи када наизглед предвиђа нападе 11. септембра. Она полако и ненамерно успоставља телепатску везу са Деном преко Тонија, Деновог „имагинарног пријатеља“ из детињства. Како она расте, контакт постаје свеснији и вољнији, а њен сјај постаје јачи и од његовог. Једне ноћи, Абра психички сведочи ритуалном мучењу и убиству младог дечака Бредлија Тревора од стране Правог чвора, групе квази-бесмртних номада који поседују сопствене психичке способности. Чланови те групације лутају по Сједињеним Државама и повремено се хране "паром", психичком есенцијом која настаје када људи који поседују сјај умиру од болова. Своје жртве називају Рубесима. Вођа Правог чвора, Роуз Хет, постаје свесна Абриног постојања и формулише план да отме Абру и одржи је у животу, чинећи је да произведе неограничене количине паре.
Прави чвор почиње да умире од малих богиња заражених од Бредлија Тревора; верују да Абрина пара може да их излечи. Абра тражи Денову помоћ, а он открива своју везу са Абром њеном оцу Дејвиду и њиховом породичном лекару Џону Далтону. Иако љут и скептичан, Дејвид пристаје да се сложи са Деновим планом да спасе Абру. Уз помоћ Билија Фримена, Деновог пријатеља, они осујећују и убијају групу која је предводила Вран Дади, Роузин заменик. Међутим, Ден схвата да ће Роуз немилосрдно ловити Абру ради освете. Посећује Абрину прабаку Кончету, која умире од рака у болници Фрејзер, и телепатски сазнаје од ње да су он и Абрина мајка, Луси, полубраћа и сестре са истим оцем: Џеком Торансом. Док бака умире, Ден узима њену болесну пару у себе. У међувремену, неслагања међу Правим чвором, заједно са Роузином опсесијом Абром, доводе до раздвајања групе, остављајући Роуз са још мање следбеника.
Након још једног покушаја отмице који је Абра осујетила уз Денову телепатску помоћ, она мами Роуз да се суочи са њом на локацији на којој је некада стајао хотел Оверлук у Стеновитим планинама у Колораду, где се сада налази камп у власништву Правог чвора. Ден и Били путују на локацију док им Абра помаже користећи своју астралну пројекцију. Лежећи у чекању, Ден испушта пару прикупљену од Кончете преосталој групи чланова групе, убијајући их све. Такође ослобађа духа Хораса Дервента да убије последњег члана, Тих Сари, чекајући да нападне њега и Абру, а њих двоје се боре са Роуз у дугој психичкој борби. Уз помоћ Билија и духа Деновог оца, Џека Торенса, гурају Роуз са платформе за посматрање тако да она пада на земљу, ломи врат и умире. Пре него што је напустио камп, Ден види како му отац маше збогом, након што је коначно пронашао мир.
У епилогу, Ден слави 15 година трезвености и присуствује Абрином 15. рођендану. Он јој говори о обрасцима алкохолизма и насилног понашања који владају у његовој породици и упозорава је да их не понавља тако што ће почети да пије или се подвргне бесу. Абра се слаже да ће се она добро понашати, али пре него што успеју да заврше разговор, Ден бива позван назад у свој хоспициј, где он теши умирућег колегу који је у прошлости био антагонизован.

## Позадина романа
Кинг је 19. новембра 2009. током промотивне турнеје за свој роман Под куполом описао идеју за наставак свог романа Исијавање из 1977. године. Током читања које је модерирао режисер Дејвид Кроненберг у Кенон театру, Кинг је рекао да ће наставак пратити лик из оригинала, Денија Торенса, који сада има 40 година, који живи у Њу Хемпширу где ради као болничар у болници и помаже неизлечиво болеснима пацијенти умиру уз помоћ изузетних моћи. Касније, 1. децембра 2009, Кинг је објавио анкету на свом званичном сајту, тражећи од посетилаца да гласају за коју књигу би требало да напише следећу, Доктор Спавање или следећи роман Мрачне куле: "Споменуо сам два потенцијална пројекта док сам био на путу, један нову књигу о Мрачној кули (не директно о Роланду Дискејну, али да, он и његов пријатељ Катберк су у њој, лове кожу-човека, како се зову вукодлаци у том изгубљеном краљевству) и наставак Исијавања под називом Доктор Спавање (DR SLEEP). Да ли сте заинтересовани да прочитате било шта од овога? Ако јесте, који вам више окреће бројчанике? [Ми] ћемо бројати ваше гласове (и наравно, све то ништа не значи ако муза не говори)." У анкети је DR SLEEP победио на гласању. 
Дана 23. септембра 2011. Стивен Кинг је добио награду Мејсон у Ферфаксу у Вирџинији, током којег је прочитао одломак из књиге. Кинг је завршио рад на првом нацрту почетком новембра 2011. Он је 19. фебруара 2012. прочитао почетни одељак романа на Фестивалу књига у Савани. Аудио-књига романа из 2012. Мрачна кула: Ветар кроз кључаоницу, објављена 24. априла 2012, садржи пролог романа који је прочитао аутор.
У интервјуу за Entertainment Weekly, Кинг је открио да је ангажовао истраживача Рокија Вуда да ради на континуитету између Исијавања и овог романа.
Прича је делимично инспирисана Оскаром, терапијским мачком који наводно предвиђа смрт смртно болесних пацијената. Кинг је рекао: „Помислио сам у себи: „Желим да напишем причу о томе. А онда сам успоставио везу са Денијем Торансом као одраслим, радећи у хоспицију. Помислио сам: 'То је то. Написаћу ову књигу.' Мачка је морала да буде ту. Увек су ми потребне две ствари да бих кренуо. Као да је мачка била мењач, а Дени мотор."

## Публикација
Дана 8. маја 2012, званична веб страница Стивена Кинга објавила је пробни датум објављивања 15. јануара 2013. за роман. Књига је била доступна за претпродају истог дана, са бројем страница од 544 и ISBN бројем 978-1-4516-9884-8. Међутим, тачан датум је уклоњен следећег дана са изјавом да предстоји нови датум пуштања у продају, а артикли из претпродаје су уклоњени. Стивен Кинг није био задовољан садашњим нацртом романа и сматрао је да му је потребно много едитовања. Дана 18. септембра 2012. објављен је датум објављивања 24. септембар 2013. године. Издавач Cemetery Dance је такође објавио роман као ограничено издање у три верзије: поклон едиција (ограничено на 1.750 примерака), ограничена едиција (ограничено на 700 примерака) и још једну едицију (ограничену на 52 примерка), последње две потписују Стивен Кинг и илустратори. Дана 1. марта 2013, званични сајт Стивена Кинга је открио корице књиге.
Колекционарско издање је објављено у августу 2013. за објављивање у Уједињеном Краљевству, ограничено на 200 нумерисаних примерака, које је потписао Стивен Кинг.
Одломак је објављен у издању часописаf Entertainment Weekly од 13. септембра 2013. године. 

## Критике
Роман је опширно екранизован од стране критичара. Стивен Пул из Гардијана је изјавио „...DR SLEEP заправо не доноси „добар страх“ из прошлости... Оно што роману недостаје у грубом страху, ипак надокнађује суптилнијим задовољствима“. Алан Чес је написао: „Прилично уредно осмишљена радња се појавила чак и пре отварања књиге... Стивен Кинг ме још увек дођавола плаши.“ Маргарет Атвуд је у Њујорк Тајмсу прокоментарисала „Доктор Сан је“ најновији роман Стивена Кинга, и то је веома добар пример есенцијалне Кинг мешавине... Кингова инвентивност и вештина не показују знаке опуштања: Роман има све врлине свог најбољег дела.“ Кетрин Шулц је изјавила „ ...као што је Исијавање у основи био о насиљу у породици, овај роман је у основи о алкохолизму. Кинг, који се и сам опоравља, одличан је у вези са зависношћу и њеним пратећим дисфункцијама: обманом, самооправдавањем, непоштовањем других, фантазијама на новом листу и њихов скоро тренутни колапс, следећа поправка као Звезда Северњача. И, обрнуто, он је одличан у намерној трезвености. Неки од најбољих делова романа ослањају се на културу анонимних алкохоличара, која такође пружа етичко језгро ове књиге." Џејмс Кид из The Independent је изјавио: „Добронамерна прича романа о искупљењу кроз трезвеност, посао и породицу изгледа има дубок лични значај за Кинга, који је и сам алкохоличар који се опоравља. Можда је превише лично. Исијавање је био престрављен браком са препознатљивом младом породицом за клаустрофобију и непоколебљивим приказом вољене особе која постаје чудовиште. Натприродна атмосфера овог романа чита се као хорор инспирисан фантазијом и спасењем извученим из терапије. У овоме, прича не измиче сопственим измишљотинама.“ Рецензент Publishers Weekly је додао „Мање застрашујуће од свог чувеног претходника, можда због очигледне наклоности аутора чак и према најодвратнијим ликовима, Кингова најновија је и даље хватајуће, затегнуто читање које пружа задовољавајући закључак причи Денија Торенса.“
Кит Донохју из The Washington Post написао је: „Кинг је мајстор паранормалног трилера, који се прожима између ове три заплета у кратким биоскопским сценама које дају Доктору сан немилосрдни наративни нагон. Његови ликови, посебно зликови, нацртани су економичношћу која их брзо оживљава. Као неко уврнуто копиле из дела Лавкрафта и Дикенса, он је језив и забаван као и увек.... Упркос бројним ужасима, овај роман је сигурно роман искупљења, на крају добро заслужен. Неће вас натерати да заборавите Џека Николсона и његову секиру, али Доктор Сан ће вам дати нови случај језе." Роџер Лукхерст је навео "Изнад свега, Доктор Сан је роман о зависност и борба за њено превазилажење... Кингова визија натприродног је нешто што лебди на ивицама свести, нешто на шта је потребно опрезно и уважено посматрање у сваком тренутку. Биће окршаја, мањих битака, победе и губитака, али без краја дуготрајном рату. Баш као што алкохоличар који се опоравља размишља о пићу." Колет Банкрофт је приметила "Са нешто више од 500 страница, Доктор Сан је мало виткији од већине Кингових недавних романа, и напредује све брже. Да ли је страшно застрашујуће као Исијавање? Не, а мало је књига. Али је доста језиво и богатије је темама које су Кинга више заокупљале, посебно породичним односима.“ Рецензент Kirkus Reviews додао је „Задовољство на сваком нивоу. Кинг чак оставља простор за наставак, ако одлучи да га напише — и уз срећу, пре три деценије." Џошуа Ротман из Њујоркера је изјавио: „Сјај је интроспективан, строг и узнемирујуће веродостојан, због чега вам пада на памет кад год посетите језиви хотел, играте крокет или видите љутог тату са дететом. Али Доктор Сан, који мање делује као наставак, а више као спин-оф, је неопростиво забаван, слободан и бизаран."

## Адаптација
Филмска адаптација романа у режији Мајка Фланагана са Јуаном Мекгрегором у главној улози Денија Торенса објављена је 8. новембра 2019. Филм је истовремено адаптација романа и наставак филмске адаптације прве књиге из 1980. године. Стога уноси значајне измене у радњу како би сачувао континуитет са Кјубриковим популарним филмом.